# Seznam měst v Česku

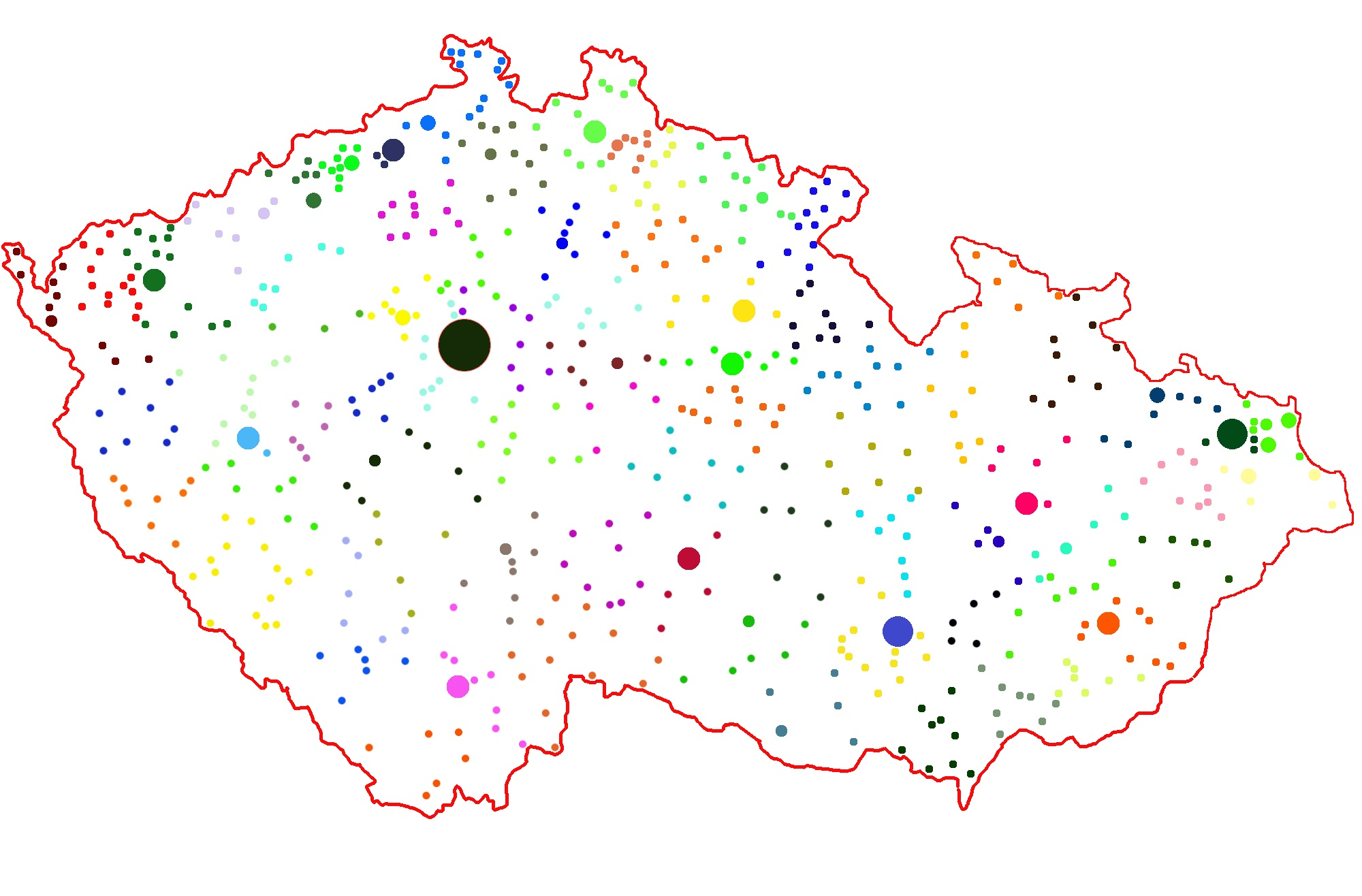
Mapa 594 českých měst k 1. lednu 2011, barevně odlišeno dle okresů

Město je podle české legislativy zvláštní status některých obcí, který se vztahuje na celou obec, včetně jejích případných venkovských částí. V Česku bylo ke květnu 2023 evidováno celkem 610 měst, z toho 26 měst se statusem statutárního města a 1 město (Praha) se statusem hlavního města.

## Největší a nejmenší města
Největší města podle počtu obyvatel
1. Praha, 1 384 732[1] obyvatel, 496,21 km²[2]
2. Brno, 400 566[1] obyvatel, 230,18 km²[2]
3. Ostrava, 284 765[1] obyvatel, 214,23 km²[2]
4. Plzeň, 185 599[1] obyvatel, 137,67 km²[2]
5. Liberec, 107 982[1] obyvatel, 106,09 km²[2]

Největší města podle rozlohy
1. Praha, 1 384 732[1] obyvatel, 496,21 km²[2]
2. Brno, 400 566[1] obyvatel, 230,18 km²[2]
3. Ostrava, 284 765[1] obyvatel, 214,23 km²[2]
4. Ralsko, 2 239[1] obyvatel, 170,23 km²[2]
5. Plzeň, 185 599[1] obyvatel, 137,67 km²[2]

Nejmenší města podle počtu obyvatel
1. Přebuz, 76[1] obyvatel, 29,79 km²[2]
2. Loučná pod Klínovcem, 198[1] obyvatel, 20,89 km²[2]
3. Rejštejn, 242[1] obyvatel, 30,43 km²[2]
4. Boží Dar, 263[1] obyvatel, 37,91 km²[2]
5. Janov, 264[1] obyvatel, 11,03 km²[2]

Nejmenší města podle rozlohy
1. Rudolfov, 2 559[1] obyvatel, 3,19 km²[2]
2. Adamov, 4 605[1] obyvatel, 3,78 km²[2]
3. Vidnava, 1 194[1] obyvatel, 4,27 km²[2]
4. Brandýs nad Orlicí, 1 305[1] obyvatel, 4,33 km²[2]
5. Jablonné nad Orlicí, 3 106[1] obyvatel, 4,38 km²[2]

## Abecední seznam všech měst

### A
- Abertamy
- Adamov
- Andělská Hora
- Aš

### B
- Bakov nad Jizerou
- Bavorov
- Bečov nad Teplou
- Bechyně
- Bělá nad Radbuzou
- Bělá pod Bezdězem
- Bělčice
- Benátky nad Jizerou
- Benešov
- Benešov nad Ploučnicí
- Beroun
- Bezdružice
- Bílina
- Bílovec
- Blansko
- Blatná
- Blovice
- Blšany
- Bohumín
- Bohušovice nad Ohří
- Bochov
- Bojkovice
- Bor
- Borohrádek
- Borovany
- Boskovice
- Boží Dar
- Brandýs nad Labem-Stará Boleslav
- Brandýs nad Orlicí
- Brno
- Broumov
- Brtnice
- Brumov-Bylnice
- Bruntál
- Brušperk
- Břeclav
- Březnice
- Březová
- Březová nad Svitavou
- Břidličná
- Bučovice
- Budišov nad Budišovkou
- Budyně nad Ohří
- Buštěhrad
- Bystré
- Bystřice
- Bystřice nad Pernštejnem
- Bystřice pod Hostýnem
- Bzenec

### C
- Cvikov

### Č
- Čáslav
- Čelákovice
- Černošice
- Černošín
- Černovice
- Červená Řečice
- Červený Kostelec
- Česká Kamenice
- Česká Lípa
- Česká Skalice
- Česká Třebová
- České Budějovice
- České Velenice
- Český Brod
- Český Dub
- Český Krumlov
- Český Těšín

### D
- Dačice
- Dašice
- Děčín
- Desná
- Deštná
- Dobrovice
- Dobruška
- Dobřany
- Dobřichovice
- Dobříš
- Doksy
- Dolní Benešov
- Dolní Bousov
- Dolní Kounice
- Dolní Poustevna
- Domažlice
- Dubá
- Dubí
- Dubňany
- Duchcov
- Dvůr Králové nad Labem

### F
- Františkovy Lázně
- Frenštát pod Radhoštěm
- Frýdek-Místek
- Frýdlant
- Frýdlant nad Ostravicí
- Fryšták
- Fulnek

### G
- Golčův Jeníkov

### H
- Habartov
- Habry
- Hanušovice
- Harrachov
- Hartmanice
- Havířov
- Havlíčkův Brod
- Hejnice
- Heřmanův Městec
- Hlinsko
- Hluboká nad Vltavou
- Hlučín
- Hluk
- Hodkovice nad Mohelkou
- Hodonín
- Holešov
- Holice
- Holýšov
- Hora Svaté Kateřiny
- Horažďovice
- Horní Benešov
- Horní Blatná
- Horní Bříza
- Horní Cerekev
- Horní Jelení
- Horní Jiřetín
- Horní Planá
- Horní Slavkov
- Horšovský Týn
- Hořice
- Hořovice
- Hostinné
- Hostivice
- Hostomice
- Hostouň
- Hoštka
- Hradec Králové
- Hradec nad Moravicí
- Hrádek
- Hrádek nad Nisou
- Hranice (okres Cheb)
- Hranice (okres Přerov)
- Hrob
- Hrochův Týnec
- Hronov
- Hrotovice
- Hroznětín
- Hrušovany nad Jevišovkou
- Hulín
- Humpolec
- Husinec
- Hustopeče

### Ch
- Chabařovice
- Cheb
- Chlumec
- Chlumec nad Cidlinou
- Choceň
- Chodov
- Chomutov
- Chotěboř
- Chrast
- Chrastava
- Chropyně
- Chrudim
- Chřibská
- Chvaletice
- Chýně
- Chýnov
- Chyše

### I
- Ivančice
- Ivanovice na Hané

### J
- Jablonec nad Jizerou
- Jablonec nad Nisou
- Jablonné nad Orlicí
- Jablonné v Podještědí
- Jablunkov
- Jáchymov
- Janov
- Janovice nad Úhlavou
- Janské Lázně
- Jaroměř
- Jaroměřice nad Rokytnou
- Javorník
- Jemnice
- Jesenice (okres Rakovník)
- Jesenice (okres Praha-západ)
- Jeseník
- Jevíčko
- Jevišovice
- Jičín
- Jihlava
- Jilemnice
- Jílové
- Jílové u Prahy
- Jindřichův Hradec
- Jirkov
- Jiříkov
- Jistebnice

### K
- Kadaň
- Kamenice nad Lipou
- Kamenický Šenov
- Kaplice
- Kardašova Řečice
- Karlovy Vary
- Karolinka
- Karviná
- Kasejovice
- Kašperské Hory
- Kaznějov
- Kdyně
- Kelč
- Kladno
- Kladruby
- Klášterec nad Ohří
- Klatovy
- Klecany
- Klimkovice
- Klobouky u Brna
- Kojetín
- Kolín
- Konice
- Kopidlno
- Kopřivnice
- Koryčany
- Kosmonosy
- Kostelec na Hané
- Kostelec nad Černými lesy
- Kostelec nad Labem
- Kostelec nad Orlicí
- Košťany
- Kouřim
- Kožlany
- Králíky
- Kralovice
- Kralupy nad Vltavou
- Králův Dvůr
- Kraslice
- Krásná Hora nad Vltavou
- Krásná Lípa
- Krásné Údolí
- Krásno
- Kravaře
- Krnov
- Kroměříž
- Krupka
- Kryry
- Kunovice
- Kunštát
- Kuřim
- Kutná Hora
- Kyjov
- Kynšperk nad Ohří

### L
- Lanškroun
- Lanžhot
- Lázně Bělohrad
- Lázně Bohdaneč
- Lázně Kynžvart
- Ledeč nad Sázavou
- Ledvice
- Letohrad
- Letovice
- Libáň
- Libčice nad Vltavou
- Liběchov
- Liberec
- Libochovice
- Libušín
- Lipnice nad Sázavou
- Lipník nad Bečvou
- Lišov
- Litoměřice
- Litomyšl
- Litovel
- Litvínov
- Loket
- Lom
- Lomnice nad Lužnicí
- Lomnice nad Popelkou
- Loštice
- Loučná pod Klínovcem
- Louny
- Lovosice
- Luby
- Lučany nad Nisou
- Luhačovice
- Luže
- Lysá nad Labem

### M
- Manětín
- Mariánské Lázně
- Mašťov
- Měčín
- Mělník
- Městec Králové
- Město Albrechtice
- Město Touškov
- Meziboří
- Meziměstí
- Mikulášovice
- Mikulov
- Miletín
- Milevsko
- Miličín
- Milovice
- Mimoň
- Miroslav
- Mirošov
- Mirotice
- Mirovice
- Mladá Boleslav
- Mladá Vožice
- Mnichovice
- Mnichovo Hradiště
- Mníšek pod Brdy
- Modřice
- Mohelnice
- Moravská Třebová
- Moravské Budějovice
- Moravský Beroun
- Moravský Krumlov
- Morkovice-Slížany
- Most
- Mšeno
- Mýto

### N
- Náchod
- Nalžovské Hory
- Náměšť nad Oslavou
- Napajedla
- Nasavrky
- Nechanice
- Nejdek
- Němčice nad Hanou
- Nepomuk
- Neratovice
- Netolice
- Neveklov
- Nová Bystřice
- Nová Paka
- Nová Role
- Nová Včelnice
- Nové Hrady
- Nové Město na Moravě
- Nové Město nad Metují
- Nové Město pod Smrkem
- Nové Sedlo
- Nové Strašecí
- Nový Bor
- Nový Bydžov
- Nový Jičín
- Nový Knín
- Nymburk
- Nýrsko
- Nýřany

### O
- Odolena Voda
- Odry
- Olešnice
- Olomouc
- Oloví
- Opava
- Opočno
- Orlová
- Osečná
- Osek
- Oslavany
- Ostrava
- Ostrov
- Otrokovice

### P
- Pacov
- Pardubice
- Paskov
- Pec pod Sněžkou
- Pečky
- Pelhřimov
- Petřvald
- Pilníkov
- Písek
- Planá
- Planá nad Lužnicí
- Plánice
- Plasy
- Plesná
- Plumlov
- Plzeň
- Poběžovice
- Počátky
- Podbořany
- Poděbrady
- Podivín
- Pohořelice
- Police nad Metují
- Polička
- Polná
- Postoloprty
- Potštát
- Praha
- Prachatice
- Proseč
- Prostějov
- Protivín
- Přebuz
- Přelouč
- Přerov
- Přeštice
- Příbor
- Příbram
- Přibyslav
- Přimda
- Pyšely

### R
- Rabí
- Radnice
- Rájec-Jestřebí
- Rajhrad
- Rakovník
- Ralsko
- Raspenava
- Rejštejn
- Rokycany
- Rokytnice nad Jizerou
- Rokytnice v Orlických horách
- Ronov nad Doubravou
- Rosice
- Rotava
- Roudnice nad Labem
- Rousínov
- Rovensko pod Troskami
- Roztoky
- Rožmberk nad Vltavou
- Rožďalovice
- Rožmitál pod Třemšínem
- Rožnov pod Radhoštěm
- Rtyně v Podkrkonoší
- Rudná
- Rudolfov
- Rumburk
- Rychnov nad Kněžnou
- Rychnov u Jablonce nad Nisou
- Rychvald
- Rýmařov

### Ř
- Řevnice
- Říčany

### S
- Sadská
- Sázava
- Seč
- Sedlčany
- Sedlec-Prčice
- Sedlice
- Semily
- Sezemice
- Sezimovo Ústí
- Skalná
- Skuteč
- Slaný
- Slatiňany
- Slavičín
- Slavkov u Brna
- Slavonice
- Slušovice
- Smečno
- Smiřice
- Smržovka
- Soběslav
- Sobotka
- Sokolov
- Solnice
- Spálené Poříčí
- Staňkov
- Staré Město (okres Šumperk)
- Staré Město (okres Uherské Hradiště)
- Stárkov
- Starý Plzenec
- Stod
- Stochov
- Strakonice
- Stráž nad Nežárkou
- Stráž pod Ralskem
- Strážnice
- Strážov
- Strmilov
- Stříbro
- Studénka
- Suchdol nad Lužnicí
- Sušice
- Světlá nad Sázavou
- Svitavy
- Svoboda nad Úpou
- Svratka

### Š
- Šenov
- Šlapanice
- Šluknov
- Špindlerův Mlýn
- Štěpánov
- Šternberk
- Štětí
- Štíty
- Štramberk
- Šumperk
- Švihov

### T
- Tábor
- Tachov
- Tanvald
- Telč
- Teplá
- Teplice
- Teplice nad Metují
- Terezín
- Tišnov
- Toužim
- Tovačov
- Trhové Sviny
- Trhový Štěpánov
- Trmice
- Trutnov
- Třebechovice pod Orebem
- Třebenice
- Třebíč
- Třeboň
- Třemošná
- Třemošnice
- Třešť
- Třinec
- Turnov
- Týn nad Vltavou
- Týnec nad Labem
- Týnec nad Sázavou
- Týniště nad Orlicí

### U
- Uherské Hradiště
- Uherský Brod
- Uherský Ostroh
- Uhlířské Janovice
- Unhošť
- Uničov

### Ú
- Újezd u Brna
- Úpice
- Úsov
- Ústí nad Labem
- Ústí nad Orlicí
- Úštěk
- Úterý
- Úvaly

### V
- Valašské Klobouky
- Valašské Meziříčí
- Valtice
- Vamberk
- Varnsdorf
- Vejprty
- Velešín
- Velká Bíteš
- Velká Bystřice
- Velké Bílovice
- Velké Hamry
- Velké Meziříčí
- Velké Opatovice
- Velké Pavlovice
- Velký Šenov
- Veltrusy
- Velvary
- Verneřice
- Veselí nad Lužnicí
- Veselí nad Moravou
- Veverská Bítýška
- Větřní
- Vidnava
- Vimperk
- Vítkov
- Vizovice
- Vlachovo Březí
- Vlašim
- Vodňany
- Volary
- Volyně
- Votice
- Vracov
- Vratimov
- Vrbno pod Pradědem
- Vrchlabí
- Vroutek
- Vsetín
- Všeruby
- Výsluní
- Vysoké Mýto
- Vysoké nad Jizerou
- Vysoké Veselí
- Vyškov
- Vyšší Brod

### Z
- Zábřeh
- Zákupy
- Zásmuky
- Zbiroh
- Zbýšov
- Zdice
- Zlaté Hory
- Zlín
- Zliv
- Znojmo
- Zruč nad Sázavou
- Zubří

### Ž
- Žacléř
- Žamberk
- Žandov
- Žatec
- Ždánice
- Žďár nad Sázavou
- Ždírec nad Doubravou
- Žebrák
- Železná Ruda
- Železnice
- Železný Brod
- Židlochovice
- Žirovnice
- Žlutice
- Žulová